# Burgstall Saßbach
Der Burgstall Saßbach bezeichnet eine abgegangene mittelalterliche oder frühneuzeitliche Höhenburg auf dem 515 m ü. NHN hohen Saßberg etwa 650 Meter ostsüdöstlich der Ortsmitte von Saßbach, einem heutigen Stadtteil der niederbayerischen Stadt Waldkirchen im Landkreis Freyung-Grafenau in Bayern. Die Anlage wird als Bodendenkmal unter der Aktennummer D-2-7247-0021 im Bayernatlas als „Burgstall des Mittelalters oder der frühen Neuzeit“ geführt.

## Beschreibung
Der Burgstall ist ca. 650 m in ostsüdöstlicher Richtung von dem Ort Sassbach entfernt. Er liegt am Ostrand des Saßberges oberhalb des ca. 90 m entfernten Saußbachs. Am Rand der zum Saßbachtal abfallenden Granitklippen befindet sich ein kleines Oval von 13 (Nord-Süd-Richtung) × 10 m (West-Ost-Richtung). Dieses ist nach Süden und Osten durch einen natürlichen Abfall geschützt und im Westen und Norden durch einen Randwall, der sich bis zu 1,5 m über den Innenraum erhebt. Dieser ist von einem 1 m tiefen Halsgraben umgeben, an dessen Böschungen Granitfelsen zutage treten. Der nach Süden abfallende Innenraum weist in seiner Mitte einen schwachen Buckel auf.